# Lutsk

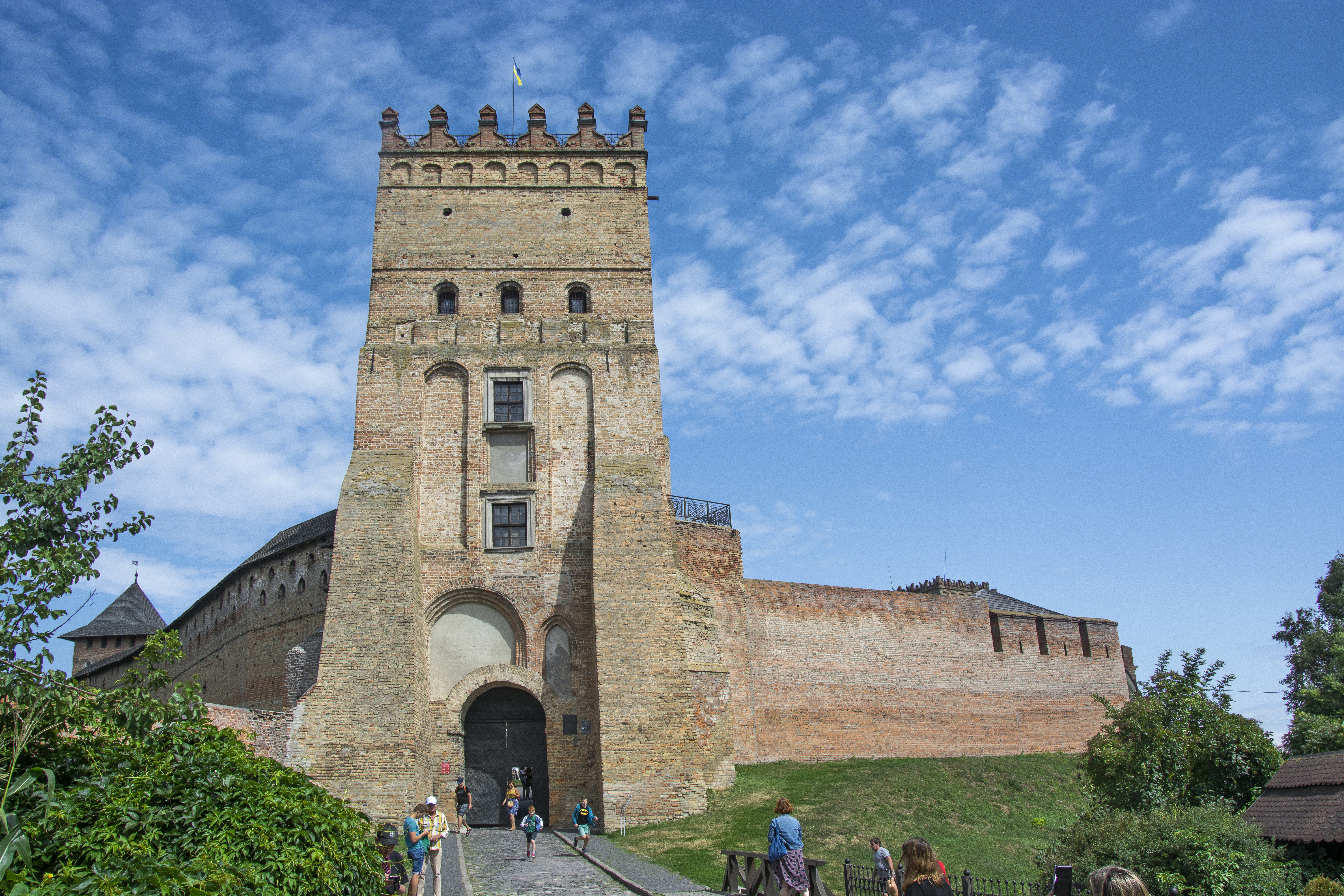
Castillo de Lubart

Lutsk (en ucraniano: Лýцьк; [lutsʲk]ⓘ es una ciudad de Ucrania, la capital y localidad más poblada de la óblast de Volinia en el noroeste del país. Dentro de la óblast, es también la capital del raión de Lutsk.
Es una de las ciudades más antiguas de Ucrania, ya que la primera mención data del año 1085. En 2022, la ciudad tenía una población de 220 986 habitantes. Desde 2019 es sede de un municipio, con una población total de 243 482 habitantes en 2022, que incluye como pedanías el asentamiento de tipo urbano de Rokyni y 34 pueblos.

## Nombre y simbología

### Nombre
El nombre es en ruso: Луцк, en polaco: Łuck.
Acerca del nombre de la ciudad, hay tres teorías: 1) El nombre proviene de eslavo antiguo Luka (celadas del flujo). 2) La ciudad ha sido nombrada en memoria de Luka, caudillo de la tribu eslava de los dulebes, nativos de la región. 3) El nombre proviene de luchanos, rama de la tribu eslava de los dulebes.

## Historia
| Pertenencias históricas - Principado de Galicia-Volinia: 1085~1400 - Gran Ducado de Lituania: ~1400-1475 - Imperio otomano: 1475-1789 - Imperio ruso: 1789-1917 - Ucrania: 1917-1918 - II Hetmanato: 1918 - Ucrania: 1918-1921 - RSS de Ucrania: 1921-1991 - Ucrania: desde 1990 |

Según la leyenda, Lutsk data del siglo VII, por lo que es una de las ciudades más antiguas de Ucrania. Los documentos datados del año 1085 indican que la ciudad fue la capital de Principado de Halych-Volynia hasta la fundación de Volodímir. Lutsk fue fundada alrededor de un castillo de madera construido por un miembro de la dinastía Rúrikovich. La fortaleza funcionó como la capital del ducado, además de ser un importante centro de comercio en la Edad Media. En 1240, los tártaros se apoderaron de la ciudad y la saquearon, pero dejando el castillo ileso. 
Cuando Lutsk estaba en manos del Gran Ducado de Lituania, la ciudad comenzó a prosperar. Lubart (fallecido en 1384), erigió el Castillo de Lubart como parte de su programa de enriquecimiento. Vitautas el Grande fundó la ciudad en sí mediante la importación de colonos (en su mayoría judíos y tártaros). En 1427 se trasladó el obispado católico de Volodímir a Lutsk. Vytautas fue el último monarca de usar el título de "Duque de Volhynia" y residir en el castillo. La ciudad creció rápidamente, y hacia el final del siglo XV había cerca de veinte iglesias ortodoxas y dos iglesias católicas.  
La ciudad continuó prosperando como un importante centro económico de la región. En el siglo XVII, Lutsk tenía aproximadamente 50.000 habitantes y era una de las ciudades más grandes de la zona. Durante la Rebelión de Jmelnytsky, la ciudad fue capturada por las fuerzas del Coronel Kolodko. Hasta 4.000 personas fueron masacradas; la ciudad fue saqueada y parcialmente quemada. En 1795 como resultado de particiones de Polonia, el Imperio ruso anexó Lutsk a sus dominios. El Voivodato fue liquidado y la ciudad perdió su importancia como capital de la provincia (que se trasladó a Zhytomyr). Después del Levantamiento de noviembre, se incrementaron los esfuerzos para eliminar la influencia de Polonia y de Rusia. Ésta se convirtió en la lengua dominante en los círculos oficiales, aunque la población continuó hablando ucraniano.
En 1850 fue construida una fortaleza alrededor de Lutsk, y la ciudad se convirtió en una pequeña fortaleza llamada Mikhailogorod. Durante la Primera Guerra Mundial la ciudad fue capturada por el Imperio Austria-Húngaro el 29 de agosto de 1915. Durante más de un año de la ocupación, Lutsk se convirtió en un importante centro militar. El 4 de junio de 1916, al mando de Aleksei Brusilov, comenzaron lo que más tarde se conoció como la Ofensiva Brusílov. Después de un máximo de tres días de bombardeo de la artillería pesada, la batalla de Lutsk comenzó. El 7 de junio de 1916, las fuerzas rusas reconquistaron la ciudad. Después de la firma del Tratado de Brest-Litovsk en 1917, la ciudad fue capturada por Alemania el 7 de febrero de 1918.
En 1939 como resultado de la invasión de Polonia y del Pacto Molotov-Ribbentrop, Lutsk, junto con el resto del oeste de Volinia, fue anexada por la Unión Soviética. La mayor parte de las fábricas fueron desmanteladas y enviadas al este de Rusia. Aproximadamente 7000 de los habitantes de la ciudad (en su mayoría polacos) fueron deportados en vagones de ganado a Kazajistán y 1.550 fueron arrestados por el NKVD. 
Después del inicio de la Operación Barbarroja, la ciudad fue capturada por la Wehrmacht en el 25 de junio de 1941, la NKVD había asesinado a miles de prisioneros polacos y ucranianos antes de retirarse. Tras la ocupación nazi la mayoría de los habitantes judíos de la ciudad fueron confinados en un gueto y luego asesinados en una colina cerca de la ciudad. Lutsk fue liberada por el Ejército Rojo el 2 de febrero de 1944.
Hoy día, Lutsk es una de las ciudades más importantes de Ucrania. Además, debido a su proximidad con la frontera de Polonia, es la sede del Consulado polaco en Ucrania. Entre los monumentos más importantes, está el ya mencionado Castillo de Lubart, la Plaza del Mercado y la Catedral de san Pedro.

## Clima
| Parámetros climáticos promedio de Lutsk | Parámetros climáticos promedio de Lutsk | Parámetros climáticos promedio de Lutsk | Parámetros climáticos promedio de Lutsk | Parámetros climáticos promedio de Lutsk | Parámetros climáticos promedio de Lutsk | Parámetros climáticos promedio de Lutsk | Parámetros climáticos promedio de Lutsk | Parámetros climáticos promedio de Lutsk | Parámetros climáticos promedio de Lutsk | Parámetros climáticos promedio de Lutsk | Parámetros climáticos promedio de Lutsk | Parámetros climáticos promedio de Lutsk | Parámetros climáticos promedio de Lutsk |
| Mes                                     | Ene.                                    | Feb.                                    | Mar.                                    | Abr.                                    | May.                                    | Jun.                                    | Jul.                                    | Ago.                                    | Sep.                                    | Oct.                                    | Nov.                                    | Dic.                                    | Anual                                   |
| --------------------------------------- | --------------------------------------- | --------------------------------------- | --------------------------------------- | --------------------------------------- | --------------------------------------- | --------------------------------------- | --------------------------------------- | --------------------------------------- | --------------------------------------- | --------------------------------------- | --------------------------------------- | --------------------------------------- | --------------------------------------- |
| Temp. máx. abs. (°C)                    | 13.3                                    | 17.2                                    | 25.4                                    | 28.6                                    | 31.4                                    | 34.1                                    | 38.6                                    | 36.5                                    | 34.4                                    | 26.1                                    | 21.1                                    | 15.6                                    | 38.6                                    |
| Temp. máx. media (°C)                   | 1.3                                     | 3.7                                     | 9.8                                     | 16.7                                    | 22.0                                    | 24.6                                    | 26.9                                    | 26.6                                    | 21.2                                    | 15.4                                    | 8.2                                     | 2.7                                     | 14.9                                    |
| Temp. media (°C)                        | -1.7                                    | -0.1                                    | 5.0                                     | 11.0                                    | 16.1                                    | 18.8                                    | 20.9                                    | 20.3                                    | 15.5                                    | 10.3                                    | 4.7                                     | -0.2                                    | 10.1                                    |
| Temp. mín. media (°C)                   | -4.8                                    | -3.7                                    | 0.6                                     | 5.5                                     | 10.4                                    | 13.1                                    | 15.0                                    | 14.5                                    | 10.3                                    | 5.7                                     | 1.4                                     | -3.0                                    | 5.4                                     |
| Temp. mín. abs. (°C)                    | -28.2                                   | -26.3                                   | -17.5                                   | -6.2                                    | -0.9                                    | 1.5                                     | 5.4                                     | 4.4                                     | -2.2                                    | -9.3                                    | -21.8                                   | -24.7                                   | -28.2                                   |
| Precipitación total (mm)                | 53                                      | 50                                      | 43                                      | 49                                      | 74                                      | 76                                      | 78                                      | 73                                      | 73                                      | 54                                      | 57                                      | 68                                      | 748                                     |
| Días de precipitaciones (≥ )            | 11                                      | 10                                      | 12                                      | 15                                      | 16                                      | 16                                      | 15                                      | 13                                      | 13                                      | 13                                      | 14                                      | 13                                      | 161                                     |
| Horas de sol                            | 58.9                                    | 87.6                                    | 142.6                                   | 189.0                                   | 244.9                                   | 249.0                                   | 272.8                                   | 254.2                                   | 192.0                                   | 151.9                                   | 63.0                                    | 46.5                                    | 1952.4                                  |
| Fuente n.º 1: pogoda.ru.net             |                                         |                                         |                                         |                                         |                                         |                                         |                                         |                                         |                                         |                                         |                                         |                                         |                                         |
| Fuente n.º 2: Hong Kong Observatory     |                                         |                                         |                                         |                                         |                                         |                                         |                                         |                                         |                                         |                                         |                                         |                                         |                                         |

## Demografía
La mayoría predominante de la población son ucranianos. Entre otras naciones que viven en la ciudad se puede mencionar a polacos, rusos, romanís y caucasianos. Antes de la Segunda Guerra Mundial existía una importante comunidad judía, desaparecida producto de la persecución y exterminio realizado por el nazismo. Lutsk ha sufrido varios incendios, además de una epidemia de tifus durante la Primera Guerra Mundial.
Según una encuesta realizada por el Instituto Republicano Internacional en abril-mayo de 2023, el 98 % de la población de la ciudad hablaba ucraniano en casa, y el 1 % hablaba ruso.

## Ciudades hermanadas
- Rzeszów, Polonia
- Lublin, Polonia
- Olsztyn, Polonia
- Zamość, Polonia
- Toruń, Polonia
- Gori, Georgia